# Tom Scott (jazzmusicus)
Tom Wright Scott (Los Angeles, 19 mei 1948) is een Amerikaanse jazzsaxofonist, componist, arrangeur, producent en muzikaal directeur. Hij was lid van The Blues Brothers en leidde de jazzfusiongroep L.A. Express.

## Carrière
Scott werd geboren in Los Angeles, Californië. Hij is de zoon van film- en televisiecomponist Nathan Scott, die meer dan 850 televisie- en meer dan 100 filmvermeldingen had als componist, orkestrator en dirigent, waaronder de themaliedjes voor Dragnet en Lassie.
Zijn professionele carrière begon als tiener als leider van het jazzensemble Neoteric Trio. Daarna werkte hij als sessiemuzikant. Hij schreef de themaliedjes voor de tv-series Starsky and Hutch en The Streets of San Francisco. In 1974 componeerde hij met de L.A. Express de soundtrack voor de animatiefilm The Nine Lives of Fritz the Cat. Hij speelde de sopraansaxofoon solo op de nummer één hit Listen to What the Man Said van de band Wings. In 1976 speelde hij het thema I Still Can't Sleep in Taxi Driver. In 1982 werkte hij samen met Johnny Mathis aan Without Us, het thema van de sitcom Family Ties uit de jaren 1980. Hij speelde ook de lyricon, een elektronisch blaasinstrument op Billie Jean van Michael Jackson.
Scott was een van de oprichters van de Blues Brothers Band, ondanks zijn afwezigheid in de twee films The Blues Brothers en Blues Brothers 2000. Volgens het verslag van Bob Woodward in Wired, een biografie van John Belushi, verliet Scott de band na hun tournee in 1980 over een salarisgeschil. In 1988 herenigde hij zich echter met Dan Aykroyd en de Blues Brothers Band om een paar nummers op te nemen voor The Great Outdoors.
Scott leidde de huisband op twee kortstondige latenight talkshows: The Pat Sajak Show in 1989 en The Chevy Chase Show in 1993. Van 1995 tot 1998 verzorgde Scott het hoofdtitelarrangement en aanvullende muziek voor de televisieserie Cybill. Hij was muzikaal directeur voor de 68e Academy Awards in 1996, verschillende Emmy Awards-uitzendingen van 1996 tot 2007, Ebony's 50th Birthday Celebration en de People's Choice Awards-uitzendingen.
Hij heeft tientallen solo-opnamen waarvoor hij 13 Grammy-nominaties verzamelde (waarvan hij er drie won). Hij heeft tal van film- en televisiepartituren, waaronder het componeren en dirigeren van de partituur voor de film Conquest of the Planet of the Apes, en verscheen op platen van The Beach Boys, Blondie (Rapture), Grateful Dead, George Harrison, Whitney Houston (Saving All My Love for You), Quincy Jones, Carole King, Richard Marx (Children of the Night), Paul McCartney, Joni Mitchell, Eddie Money, Olivia Newton-John, Pink Floyd, Helen Reddy, Frank Sinatra , Steely Dan (Black Cow), Steppenwolf en Rod Stewart (Da Ya Think I'm Sexy?).
Hij produceerde twee albums voor tenorzanger Daniel Rodriguez. Van The Spirit of America zijn tot nu toe meer dan 400.000 exemplaren verkocht. Scott is ook lid van het Les Deux Love Orchestra en dirigeerde meer dan 30 symfonieorkesten in de Verenigde Staten als muzikaal leider van Rodriguez. Zijn nummer Today wordt vermeld als de sample voor de hiphopklassieker They Reminisce Over You (T.R.O.Y.) van Pete Rock & CL Smooth.

## Discografie
- 1968: Honeysuckle Breeze
- 1969: Rural Still Life
- 1970: Hair To Jazz
- 1971: Paint Your Wagon
- 1972: Great Scott
- 1973: Tom Scott & The L.A. Express
- 1974: Tom Cat (met The L.A. Express)
- 1975: New York Connection
- 1977: Blow It Out (bevat "Gotcha", het muziekthema van Starsky and Hutch)
- 1978: Intimate Strangers (deels live)
- 1979: Street Beat
- 1981: Apple Juice (live)
- 1982: Desire
- 1983: Target
- 1985: One Night – One Day
- 1987: Streamlines
- 1988: Flashpoint
- 1990: Them Changes (met The Pat Sajak Show)
- 1991: Keep This Love Alive
- 1992: Born Again
- 1994: Reed My Lips
- 1995: Night Creatures
- 1997: Bluestreak (met The L.A. Express)
- 1999: Smokin'Section (met The L.A. Express)
- 2002: New Found Freedom
- 2006: Bebop United (live)
- 2008: Cannon Reloaded

- Biblioteca Nacional de España: XX4359996
- Bibliothèque nationale de France: cb138996072 (data)
- Gemeinsame Normdatei: 1022954431
- International Standard Name Identifier: 0000 0001 1691 7989
- Library of Congress Control Number: n79017431
- MusicBrainz: 901434fc-5ec8-41a1-af59-6ded7de8a9d2
- Nationale Bibliotheek van Tsjechië: xx0155335
- Nederlandse Thesaurus van Auteursnamen: 072199032
- Système universitaire de documentation: 157337073
- Trove: 1067546
- Virtual International Authority File: 100261759
- WorldCat: E39PBJvRXXTbCCcvrqtB8rjXBP